# Арська земля
А́рська земля́ — князівство, сторона, область розселення південних удмуртів. Розташовувалась в трикутнику, який утворювався річками Волга, Кама та В'ятка. Центр — місто Арськ.
В арабських джерелах IX—XII століття Арська земля згадується область Арсанія (або Арв), в російських літописах відома з 1379 року. В Казанському ханстві Арська земля утворювала окремий податковий округ Арська дорога. 1552 року край був спустошений в період розгрому Казанського ханства, а також придушення повстань 1553—1554 та 1556 років. Населення, що вціліло, перейшло на північ, зав'ятські райони та в Башкирію. Пізніше Арська земля активно засвоювалась російськими поміщиками, монастирями та селянами.
Край мав розвинуте землеробство, скотарство, ремесла, полювання та бортництво, була висока питома вага палацового та поміщицького володіння.